# Eurycryptus laticeps
Eurycryptus laticeps là một loài tò vò trong họ Ichneumonidae.